# Víðdælir
Víðdælir (Vidhaelir) fue un clan familiar de Islandia cuyo origen se remonta a la Era vikinga y la figura histórica del colono Auðunn skökull Bjarnarson. Dominaron la región de Húnavatnssýsla. Aparecen mencionados principalmente en la saga de Laxdœla y saga Sturlunga, pues tuvieron cierto protagonismo en los acontecimientos de la guerra civil islandesa, periodo conocido como Sturlungaöld en el siglo XIII. Probablemente el lögsögumaður Styrmir Kárason fue uno de los más famosos miembros del clan. Los Víðdælir estaban vinculados a otro clan más antiguo, los Æverlingar.